# Iwanowka (Baschkortostan, Chaibullinski)
Iwanowka (russisch Ивановка; baschkirisch Ивановка) ist ein Selo (Dorf) in der russischen Republik Baschkortostan. Der Ort liegt im Chaibullinski rajon und ist Sitz der Landgemeinde Iwanowski selsowet. Er wird überwiegend von Baschkiren bewohnt.

## Geographie
Iwanowka befindet sich 27 Kilometer nordwestlich vom Rajonzentrum Akjar. Die nächste Bahnstation ist Sara an der Strecke von Orenburg nach Orsk 55 Kilometer südlich.

## Bevölkerungsentwicklung
| Jahr | Einwohner |
| ---- | --------- |
| 1968 | 910       |
| 2002 | 935       |
| 2010 | 877       |

Anmerkung: Volkszählungsdaten, 1968: Fortschreibung

## Iwanowski selsowet
Die Landgemeinde (selskoje posselenije) Iwanowski selsowet (russisch Ивановский сельсовет) ist eine Verwaltungseinheit im Chaibullinski rajon. Sie wurde nach der Gründung der Sowjetunion zunächst als Dorfsowjet eingerichtet. Im Jahr 2005 erhielt die Verwaltungseinheit den Status einer Landgemeinde. Ihr gehören die folgenden Orte an:
| Name            | Ortstyp  | Einwohner (2010) |
| --------------- | -------- | ---------------- |
| Aktaschewo      | Derewnja | 140              |
| Iwanowka        | Selo     | 877              |
| Michailowka     | Selo     | 148              |
| Nowopetrowskoje | Selo     | 44               |
| Pugatschowo     | Derewnja | 89               |